# Savannah State Tigers

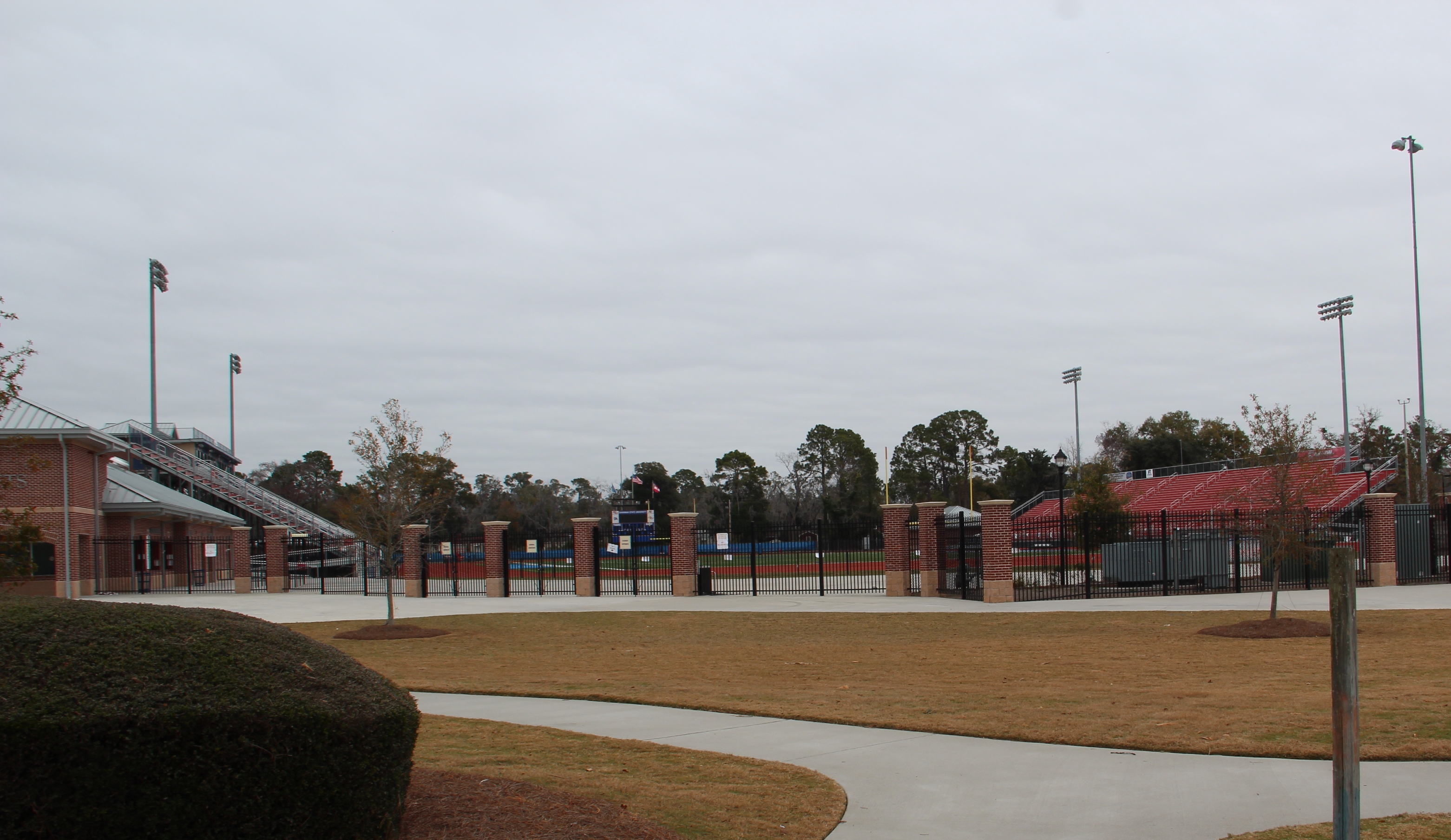
Ted Wright Stadium.

Savannah State Tigers (español: los Tigres de la Estatal de Savannah) es el nombre de los equipos deportivos de la Universidad Estatal de Savannah, situada en Savannah, Georgia. Los equipos de los Tigers participan en las competiciones universitarias organizadas por la NCAA, y forman parte de la Southern Intercollegiate Athletic Conference

## Historia
Entre 1929 y 1961, compitió en la NAIA, pasando posteriormente a la División II de la NCAA, en la Southern Intercollegiate Athletic Conference, y, en 2010, a la División I, en la Mid-Eastern Athletic Conference. Pero en 2019 volvieron a la División II, a su conferencia anterior, la Southern Intercollegiate Athletic Conference.

## Programa deportivo
Los Tigers compiten en 6 deportes masculinos y en 7 femeninos:
| - Masculino - Baloncesto - Béisbol - Atletismo - Cross - Fútbol americano - Golf | - Femenino - Cross - Baloncesto - Softball - Voleibol - Atletismo - Tenis - Golf |

## Instalaciones deportivas
- Tiger Arena es el pabellón donde disputan sus partidos los equipos de baloncesto y voleibol. Fue inaugurado en 2000 y tiene una capacidad para 6.000 espectadores.[1]
- Ted Wright Stadium, es el estadio donde disputan sus encuentros el equipo de fútbol americano y se realizan las competiciones de atletismo. Fue inaugurado en 1967 y tiene una capacidad para 8.500 espectadores.[2]